# 1143
Évszázadok: 11. század – 12. század – 13. század
Évtizedek: 1090-es évek – 1100-as évek – 1110-es évek – 1120-as évek – 1130-as évek – 1140-es évek – 1150-es évek – 1160-as évek – 1170-es évek – 1180-as évek – 1190-es évek
Évek: 1138 – 1139 – 1140 – 1141 –  1142 – 1143 – 1144 – 1145 – 1146 – 1147 – 1148

## Események
- április 8. – I. Mánuel bizánci császár (II. Ióannész fia) trónra lépése (1180-ig uralkodik).
- szeptember 26. – II. Celesztin pápa megválasztása (1144-ig uralkodik).[1]
- október 5. – A Leóni Királyság független államnak ismeri el Portugáliát.
- december 25. – III. Balduin jeruzsálemi király megkoronázása (1152-től egyeduralkodó, 1162-ig uralkodik).
- II. Edó burgundi herceg (II. Hugó fia) trónra lépése (1162-ig uralkodik).
- Először fordítják le európai (latin) nyelvre a Koránt.

## Születések
- Nijo japán császár
- I. Vilmos skót király († 1214)

## Halálozások
- április 8. – II. János bizánci császár[2] (* 1088)
- szeptember 24. – II. Ince pápa[3]
- Ordericus Vitalis, normann szerzetes és történetíró
- november 10. – Anjou Fulkó jeruzsálemi király[4] (* 1090 körül)
- II. Hugó burgundi herceg (* 1085 körül).